# Elsaß-Lothringische G 3
Die Fahrzeuge der Gattung G 3 waren Güterzuglokomotiven der Reichseisenbahnen in Elsaß-Lothringen. Sie liefen anfangs unter der Bezeichnung C21, C22, C23 und C24.
Die Maschinen orientierten sich an der Preußischen G 3 und wiesen die gleichen Abmessungen wie diese auf. Auch der Cramptonkessel, der Innenrahmen, die außenliegende Allan-Steuerung, die waagerechten Außenzylinder und der Stehkessel waren identisch. Die C21 und C22 wurden in zwei Serien 1882 und 1883 zu je 12 Stück geliefert, wobei die zweite Serien in einigen Teilen verstärkt war. Diese Lokomotiven waren die letzten, welche für die Reichseisenbahn aus Esslingen kamen.
Die darauf folgenden C23 (7 Stück) und C24 (6 Stück) wurden 1885 und 1892 von Grafenstaden geliefert. Sie waren mit den C21 und C 22 weitgehend baugleich.
Die Lokomotiven wurden bis 1924 ausgemustert.
Die Lokomotiven erhielten Schlepptender der Bauart 2 T 10,5.